# 수단풀밭쥐
수단풀밭쥐(Arvicanthis ansorgei)는 쥐과에 속하는 설치류의 일종이다. 부르키나 파소와 기니비사우, 말리, 니제르에서 발견되며, 베넹과 코트디부아르, 가나, 기니, 토고에서도 서식하는 것으로 추정된다. 자연 서식지는 아열대 또는 열대 기후 지역의 건조, 습윤 관목 지대, 건조 저지대 초원, 계절성 습윤 또는 홍수림 저지대 초원, 경작지, 목초지, 시골 정원 지대, 관개 지역, 계절성 홍수림 농경지, 운하, 수로 등이다.